# Variabilitat genètica
La variabilitat genètica és una mesura de la tendència dels genotips individuals d'una població a variar d'un altre genotip. La variabilitat és diferent de la diversitat genètica, la qual és la quantitat de variació vista en una població particular. La variabilitat d'una característica descriu fins a quin punt aquesta característica tendeix a variar en resposta a les influències genètiques i mediambientals. La variabilitat genètica dins una població és important per a la biodiversitat perquè, sense variabilitat, esdevé difícil per una població adaptar-se als canvis en el medi ambient i, per tant, la fa més propensa a l'extinció.
Factor important en l'evolució, la variabilitat genètica també afecta la susceptibilitat diferencial dels organismes a les malalties i la sensibilitat a les toxines i drogues.

## Causes
Hi ha moltes causes de la variabilitat genètica en una població:

- Recombinació homòloga
- Immigració, emigració, i translocació d'espècies.[3]
- Poliploïdia.
- Centròmers difusos.[4]
- Mutacions genètiques.[5]